# Campeonato Europeu de Corrida de Montanha de 2008
O 14º Campeonato Europeu de Corrida de Montanha de 2008 foi organizada pela Associação Europeia de Atletismo na cidade de Zell na Alemanha no dia 12 de julho de 2008. Contou com a presença de 215 atletas em quatro categorias, tendo como destaque a Turquia com sete medalhas, sendo três de ouro.

## Resultados
Esses foram os resultados da competição.

### Sênior masculino
Individual 
| Posição           | Atleta             | País      | Tempo |
| ----------------- | ------------------ | --------- | ----- |
| Medalha de ouro   | Ahmet Arslan       | Turquia   | 50.01 |
| Medalha de prata  | Bernard Dematteis  | Itália    | 50.29 |
| Medalha de bronze | Marco De Gasperi   | Itália    | 50.57 |
| 4                 | Jose Gaspar        | Portugal  | 51.09 |
| 5                 | Julien Rancon      | França    | 51.13 |
| 6                 | Marco Gaiardo      | Itália    | 51.22 |
| 7                 | Gabriele Abate     | Itália    | 51.33 |
| 8                 | Mitja Kosovelj     | Eslovênia | 51.39 |
| 9                 | Javier Crespo      | Espanha   | 51.46 |
| 10                | Cristofol Castaner | Espanha   | 51.51 |

Equipe 
| Posição           | Equipe  | Pontos |
| ----------------- | ------- | ------ |
| Medalha de ouro   | Itália  | 11     |
| Medalha de prata  | Espanha | 32     |
| Medalha de bronze | França  | 32     |

### Sênior feminino
Individual 
| Posição           | Atleta               | País       | Tempo |
| ----------------- | -------------------- | ---------- | ----- |
| Medalha de ouro   | Elisa Desco          | Itália     | 40.00 |
| Medalha de prata  | Constance Devillers  | França     | 40.18 |
| Medalha de bronze | Sarah Tunstall       | Inglaterra | 40.48 |
| 4                 | Mateja Kosovelj      | Eslovênia  | 41.20 |
| 5                 | Victoria Wilkinson   | Inglaterra | 41.28 |
| 6                 | Bernadette Meier     | Suíça      | 41.31 |
| 7                 | Isabelle Guillot     | França     | 41.49 |
| 8                 | Maria Grazia Roberti | Itália     | 41.54 |
| 9                 | Katie Ingram         | Inglaterra | 42.00 |
| 10                | Milka Mihaylova      | Bulgária   | 42.04 |

Equipe 
| Posição           | Equipe     | Pontos |
| ----------------- | ---------- | ------ |
| Medalha de ouro   | Inglaterra | 17     |
| Medalha de prata  | França     | 21     |
| Medalha de bronze | Itália     | 22     |

### Júnior masculino
Individual 
| Posição           | Atleta          | País      | Tempo |
| ----------------- | --------------- | --------- | ----- |
| Medalha de ouro   | Hasan Pak       | Turquia   | 35.23 |
| Medalha de prata  | Alper Demir     | Turquia   | 35.58 |
| Medalha de bronze | Emrah Akalin    | Turquia   | 36.09 |
| 4                 | Rene Stöckert   | Alemanha  | 36.27 |
| 5                 | Adem Karatas    | Turquia   | 36.46 |
| 6                 | Xavier Chevrier | Itália    | 37.04 |
| 7                 | Mark Tolstikhin | Rússia    | 37.16 |
| 8                 | Candide Pralong | Suíça     | 37.18 |
| 9                 | Luca Re         | Itália    | 37.39 |
| 10                | Peter Oblak     | Eslovênia | 37.44 |

Equipe 
| Posição           | Equipe  | Pontos |
| ----------------- | ------- | ------ |
| Medalha de ouro   | Turquia | 6      |
| Medalha de prata  | Itália  | 31     |
| Medalha de bronze | Rússia  | 32     |

### Júnior feminino
Individual 
| Posição           | Atleta               | País       | Tempo |
| ----------------- | -------------------- | ---------- | ----- |
| Medalha de ouro   | Maria Bykova         | Rússia     | 21.50 |
| Medalha de prata  | Esra Gullu           | Turquia    | 22.00 |
| Medalha de bronze | Tatiana Prorokova    | Rússia     | 22.46 |
| 4                 | Natalia Strzelecka   | Polónia    | 22.54 |
| 5                 | Hannah Bateson       | Inglaterra | 23.31 |
| 6                 | Cansu Turan          | Turquia    | 23.45 |
| 7                 | Hulya Ongun          | Turquia    | 23.46 |
| 8                 | Katerina Berouskova  | Chéquia    | 23.46 |
| 9                 | Anastasia Mikhaylova | Rússia     | 23.48 |
| 10                | Helen Wolfson        | Israel     | 23.50 |

Equipe 
| Posição           | Equipe     | Pontos |
| ----------------- | ---------- | ------ |
| Medalha de ouro   | Rússia     | 4      |
| Medalha de prata  | Turquia    | 8      |
| Medalha de bronze | Inglaterra | 17     |

## Quadro de medalhas
| Ordem | País       | Medalha de ouro | Medalha de prata | Medalha de bronze | Total |
| ----- | ---------- | --------------- | ---------------- | ----------------- | ----- |
| 1     | Turquia    | 3               | 3                | 1                 | 7     |
| 2     | Itália     | 2               | 2                | 2                 | 6     |
| 3     | Rússia     | 2               | 0                | 2                 | 4     |
| 4     | Inglaterra | 1               | 0                | 2                 | 3     |
| 5     | França     | 0               | 2                | 1                 | 3     |
| 6     | Rússia     | 0               | 1                | 0                 | 1     |